# Вернер Засс
Вернер Засс (нім. Werner Sass; 16 січня 1916, Окаханджа, Німецька Південно-Західна Африка — 12 лютого 1945, Фінська затока) — німецький офіцер-підводник, капітан-лейтенант крігсмаріне.

## Біографія
9 жовтня 1937 року вступив на флот. З травня 1940 року — вахтовий офіцер в 17-й флотилії мінних тральщиків. В лютому-вересні 1941 року пройшов курс підводника. З 25 жовтня 1941 року — 1-й вахтовий офіцер на підводному човні U-171, в березні-червні 1942 року — на U-554, з 30 липня 1942 року — на U-525. В червні-липні 1943 року пройшов курс командира човна. З 4 серпня 1943 року — командир U-676, на якому здійснив 2 походи (разом 77 днів у морі). 12 лютого 1945 року U-676 був потоплений у Фінській затоці південніше півострову Ханко (59°30′ пн. ш. 23°00′ сх. д.), підірвавшись на міні, встановленій фінськими міноносцями Louhi та Routsinsalmi 12 січня 1945 року. Всі 57 членів екіпажу загинули.

## Звання
- Кандидат в офіцери (9 жовтня 1937)
- Морський кадет (28 червня 1938)
- Фенріх-цур-зее (1 квітня 1939)
- Оберфенріх-цур-зее (1 березня 1940)
- Лейтенант-цур-зее (1 травня 1940)
- Оберлейтенант-цур-зее (1 квітня 1942)
- Капітан-лейтенант (1 січня 1945)